# Gala Évora
Gala Évora (Sanlúcar de Barrameda, província de Cadis, 8 de febrer de 1983), és una cantant de flamenc i actriu espanyola.

## Biografia
Évora va néixer en el si d'una família d'artistes. El seu pare, José Miguel Évora, era productor musical, i el seu oncle és el guitarrista Manolo Sanlúcar. Tenia només vuit anys quan va debutar al cinema, gràcies a un petit paper a El día que nací yo (Pedro Olea, 1991), cinta feta per al lluïment de Isabel Pantoja.
Va créixer escoltant a artistes com Carmen Linares, Enrique Morente, Camarón de la Isla o Falete, als qui feia els cors. Però l'èxit li va arribar amb Papá Levante, grup descobert pel productor José Luis de Carlos i compost per María, Pao, Iren, Sonia, Sandra i la pròpia Gala Évora.
Van treure el seu primer disc, Tomalacaté, a la fi de l'any 2000, aconseguint la popularitat gràcies a la cançó «Me pongo colorada». El grup va assolir un dels Premis Ondas 2001. En 2003 va treure al mercat Sopla levante, un àlbum que va tenir dos senzills, «Comunicando» i «Gorda». La trajectòria de Papá Levante es va tancar el 2005, amb el llançament de Pa ti, pa mí, el primer senzill del qual era «Chiquilla».
A partir d'aquest moment, es va centrar en la seva carrera cinematogràfica, assumint el paper de Lola Flores en Lola, la película (Miguel Hermoso, 2007), cinta per la qual va estar nominada al Goya a la millor actriu revelació.
Agua y luz és el seu primer disc en solitari. Inclou sis cançons de Carlos Sanlúcar, així com versions de Salif Keïta, Quique González, Lila Downs i Luis Pastor. L'àlbum comença amb la cançó «Al otro lado del mundo», per continuar amb «Tengo un amor», una aposta per la senzillesa i la qualitat. «Sabré que eres tú», un acercamiento sutil y ensoñador a Brasil; «Agua de rosas», compuesta por la mexicana Lila Downs, y «Quiero volar», un acercamiento al flamenco a través de una voz llena de matices, son otras de las propuestas.

## Discografia
En solitari
- Agua y Luz, 2008,

Papá Levante
- Tomalacaté (2000)
- Sopla Levante (2003)
- Pa ti pa mi (2005)

## Filmografia
- El día que nací yo, 1991
- Lola, la película, 2007
- Madre Amadísima, 2010

## Televisió
- Mar de plástico, 2015-2016[4]